# Jared Diamond

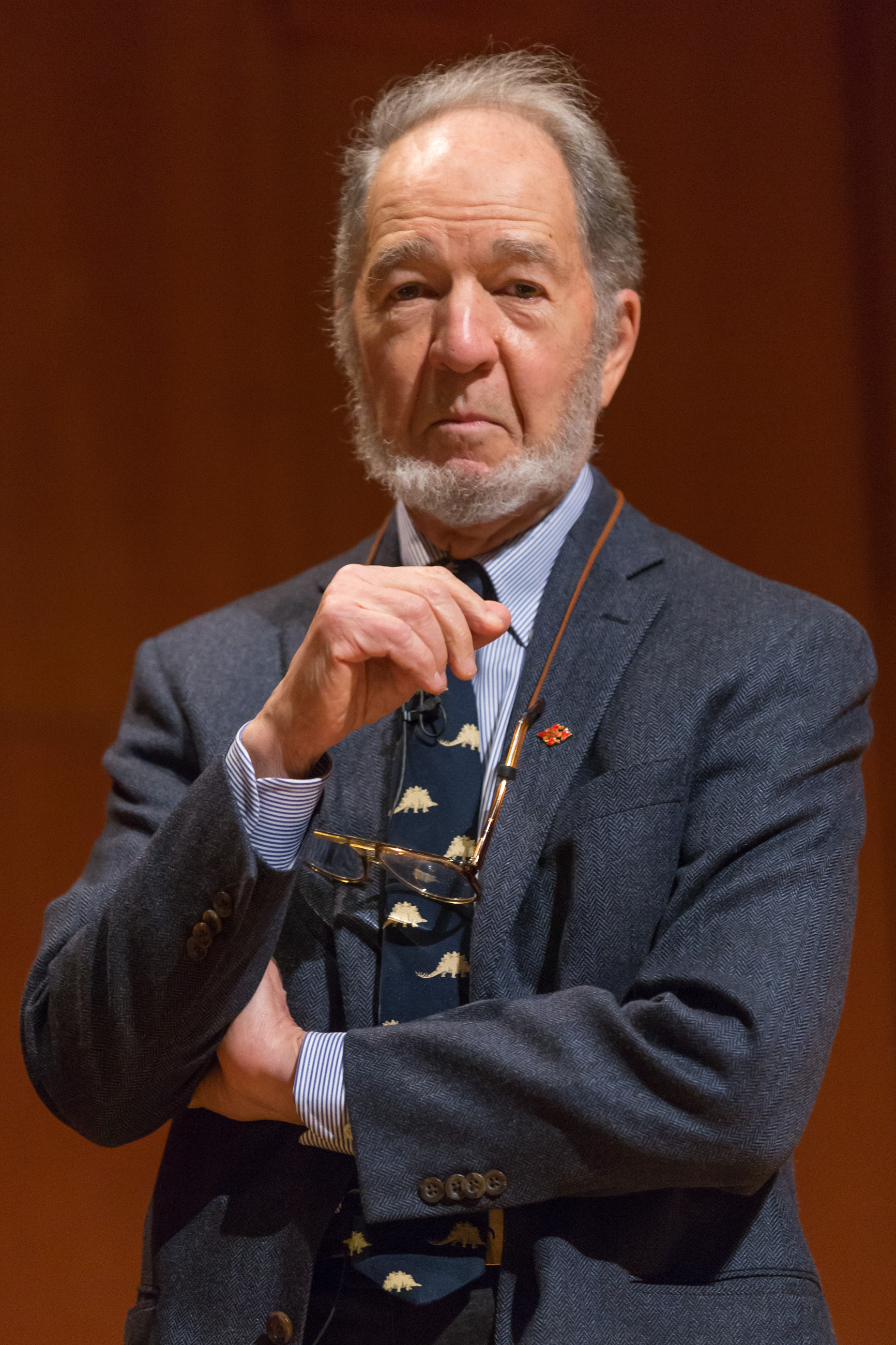
Jared Diamond (2016)

Jared Mason Diamond (* 10. September 1937 in Boston,  Massachusetts) ist ein US-amerikanischer Evolutionsbiologe, Physiologe und Biogeograph.

## Leben
Jared Diamond ist der Sohn des Hämatologen und Kinderarztes Louis K. Diamond. Seine Mutter war Konzertpianistin, Lehrerin und Linguistin. Beide Eltern kamen aus jüdischen Immigrantenfamilien osteuropäischer Herkunft. Diamond wuchs mit einer jüngeren Schwester in Boston auf.
Diamond erreichte im Jahre 1958 einen Bachelor-Abschluss an der Harvard University und promovierte 1961 an der University of Cambridge. Er war viele Jahrzehnte lang in der Feldforschung tätig und leitete zahlreiche anthropologische und evolutionsbiologische Expeditionen nach Neuguinea. Seit Juni 2004 ist er Professor für Geografie an der University of California, Los Angeles. Vorher war er dort Professor für Physiologie an der medizinischen Fakultät gewesen. Diamond ist dem breiten Publikum durch seine populärwissenschaftlichen Bücher, in denen er neueste Erkenntnisse aus Anthropologie, Biologie und Geschichte zusammenhängend darstellt, bekannt geworden. Seine Arbeit ist ausgesprochen breit interdisziplinär angelegt. Er ist Mitglied u. a. der American Academy of Arts and Sciences (1973), der National Academy of Sciences (1979) und der American Philosophical Society (1988). 1985 war er MacArthur Fellow.
Diamond spricht neben Englisch etliche weitere Sprachen, darunter Deutsch, Tok Pisin und die Sprache der Fore. Als er über 60 Jahre alt war, lernte er als seine zwölfte Sprache Italienisch.

## Werk
In Der dritte Schimpanse greift Diamond auf Erkenntnisse der Evolutionsbiologie, Linguistik, Geschichte, Archäologie und weiterer Disziplinen zurück, um die Frage zu beantworten, wie die entscheidenden Besonderheiten der Menschen zu erklären sind: Lebenszyklus und Sexualverhalten, Sprache, Kunst, Landwirtschaft, Völkermord und Umweltzerstörung. In diesem Werk sind bereits die Themen angelegt, die er in den folgenden drei Büchern vertieft.
Für sein Buch Arm und Reich (englisch: Guns, Germs, and Steel) wurde Diamond 1998 mit dem Pulitzer-Preis ausgezeichnet. Kernaussage dieses Werkes ist, dass höchst unterschiedliche naturräumliche Ausgangsvoraussetzungen auf den Kontinenten – und nicht etwa Unterschiede zwischen menschlichen Rassen – die Grundlage für die weltweite wirtschaftliche Dominanz „westlicher“ und asiatischer Kulturen bildeten. Der für die menschliche Entwicklung entscheidende Übergang zu landwirtschaftlichen Gesellschaften ist nach Diamonds Darstellung vor allem durch die Verfügbarkeit domestizierbarer Pflanzen- und Tierarten geprägt; Eurasien hatte hier von Anfang an eine vorteilhafte Sonderstellung. Zum anderen sei die überlegene Entwicklung und weltweite Durchsetzung der eurasischen Kulturen auch auf die geografische Ausrichtung der Kontinente zurückzuführen. In Eurasien ermöglichten lange Verkehrswege in Ost-West-Richtung einen jahrtausendelangen Austausch von Errungenschaften. Dagegen sind Afrika und Amerika an einer Hauptachse in Nord-Süd-Richtung ausgerichtet. Hier wirkten hohe Gebirge, Wüsten oder tropische Urwälder als Barrieren in Nord-Süd-Richtung, so dass etwa die Inka in Südamerika keine Verbindung zu den Maya und Azteken in Mittelamerika hatten.
In seinem Werk Warum macht Sex Spaß? geht es um das in der Natur höchst ungewöhnliche menschliche Sexualverhalten und unsere Besonderheiten im Lebenszyklus, die für die Menschwerdung zentral waren.
In Kollaps: Warum Gesellschaften überleben oder untergehen betrachtet Diamond beispielhaft einige Kulturen, die sich durch Übernutzung der Umwelt bzw. durch falsche Reaktion auf allgemeine Umweltveränderungen selbst zugrunde richteten und dann in sehr kurzer Zeit einen vollkommenen gesellschaftlichen Zusammenbruch erlebten. So analysiert er beispielsweise die Wikinger in Grönland, die Anasazi in Nordamerika, die Polynesier auf der Osterinsel oder die Maya in Mittelamerika. Er behandelt aber auch Beispiele von Kulturen, die trotz ungünstiger Voraussetzungen durch Anpassung überleben konnten. Er nennt hier die Isländer, die Inuit in Grönland, Japan unter dem Tokugawa-Shogunat und Populationen einiger polynesischer Inseln. Zudem leitet er aus diesen Erkenntnissen Handlungsempfehlungen für die heutigen Gesellschaften ab, die er weltweit in einer ähnlich gefährlichen Gesamtsituation sieht.
Diamonds Buch Vermächtnis: Was wir von traditionellen Gesellschaften lernen können (2012) vertritt die These, dass die sozialen Strukturen indigener Gesellschaften weitgehend den Strukturen vormoderner Gesellschaften entsprächen und anthropologische Forschung daher Rückschlüsse auf die Menschheitsgeschichte erlaube.
Das Buch Krise: Wie Nationen sich erneuern können (2019) ist sein bislang politikbezogenstes Werk, wobei er selber sagt, das sei allein dem Thema der kollektiven Evolutionsmöglichkeiten geschuldet.

## Auszeichnungen und Ehrungen
Für seine Werke erhielt Diamond zahlreiche Preise und Auszeichnungen, darunter 1998 den International Cosmos Prize, 2006 den Dickson Prize in Science und 2013 den Wolf-Preis für Agrarwissenschaft.
Zu Diamonds Ehren wurden zwei auf Neuguinea heimische Tierarten nach ihm benannt: Zaglossus bartoni diamondi (eine Unterart des Barton-Langschnabeligels) und die Froschart Austrochaperina adamantina.

## Kritik
Neben Anerkennung hat Diamonds Buch Vermächtnis auch Widerspruch von Anthropologen und Vertretern indigener Gesellschaften Papuas hervorgerufen. So wird etwa bemängelt, dass Diamond indigene Gesellschaft pauschalisierend als kriegerisch darstelle und dass er sie als Relikte „unserer“ Vorfahren beschreibt, obwohl sich indigene Gesellschaften, wie alle anderen auch, im Laufe der Zeit hätten  anpassen müssen und nicht mehr so lebten, wie es die Menschen vor Hunderttausenden von Jahren getan haben. Diamonds Aussage einer Reduzierung der Gewalt durch Staatenbildungsprozesse übersehe dazu die katastrophalen Auswirkungen, die der Kontakt mit realen Staaten für indigene Gesellschaften bereits gehabt habe und weiterhin habe.
Stephen Corry von Survival International kritisiert generell die Bezugsgrößen der statistischen Vergleiche. Nach Diamond seien Kriege umso verheerender, je mehr Kriegstote sie im Verhältnis zur Gesamtbevölkerung aller involvierten Länder mit sich bringen. Richtiger wäre es hingegen, die Toten ins Verhältnis zu den Menschen zu setzen, die sich auch im Gebiet des Krieges befanden. Der Eindruck einer friedvolleren Moderne komme durch diese politisch motivierte willkürliche Vergleichsbasis zustande.

## Schriften (Auswahl)

### Bücher
- The Third Chimpanzee. The Evolution and Future of the Human Animal. 1992. (Das Buch wurde 1992 zweimal ausgezeichnet: siehe Buchseite.)
  - Der dritte Schimpanse. Evolution und Zukunft des Menschen. S. Fischer Verlag, Frankfurt/M. 1994, ISBN 3-10-013902-X. Fischer-TB ab 1998.
- Guns, Germs, and Steel. The Fates of Human Societies. 1997. (Das Buch erhielt 1998 einen Pulitzer-Preis.)
  - Arm und Reich. Die Schicksale menschlicher Gesellschaften. S. Fischer Verlag, Frankfurt/M. 1999, ISBN 978-3-596-17214-6. Erweiterte Neuausgabe 2006.
- Why is Sex Fun? The Evolution of Human Sexuality. 1997.
  - Warum macht Sex Spaß? Die Evolution der menschlichen Sexualität. C. Bertelsmann, München 1998, ISBN 3-570-12008-2.
- Collapse. How Societies Choose to Fail or Succeed. 2005.
  - Kollaps. Warum Gesellschaften überleben oder untergehen. S. Fischer Verlag, Frankfurt/M. 2005, ISBN 3-10-013904-6.
- The World Until Yesterday: What Can We Learn from Traditional Societies? 2012.[12]
  - Vermächtnis: Was wir von traditionellen Gesellschaften lernen können. S. Fischer Verlag, Frankfurt/M. 2012, ISBN 978-3-10-013909-2.
- Upheaval: How Nations Cope with Crisis and Change. 2019.
  - Krise : Wie Nationen sich erneuern können, aus dem Amerikanischen von Sebastian Vogel und Susanne Warmuth, S. Fischer Verlag, Frankfurt am Main 2019, ISBN 978-3-10-000284-6.

### Beiträge in wissenschaftlichen Fachzeitschriften
- Biogeographic Kinetics: Estimation of Relaxation Times for Avifaunas of Southwest Pacific Islands. In: Proceedings of the National Academy of Sciences 69, No. 11, (1972), 3199–3203, Link.
- Distributional Ecology of New Guinea Birds. Recent ecological and biogeographical theories can be tested on the bird communities of New Guinea. In: Science 179, No. 4075 (1973), 759–769, doi:10.1126/science.179.4075.759.
- The island dilemma: Lessons of modern biogeographic studies for the design of natural reserves. In: Biological Conservation 7, Issue 2, (1975), 129–146, doi:10.1016/0006-3207(75)90052-X.
- mit C. C. Peterson und K. A. Nagy: Sustained metabolic scope. In: Proceedings of the National Academy of Sciences 87, No 6, (1990) 2324–2328, Link.
- Mit KA Hammond: Maximal sustained energy budgets in humans and animals. In: Nature 386, (1997), 457–462, doi:10.1038/386457a0.
- Evolution, consequences and future of plant and animal domestication. In: Nature 418, (2002), 700–707, doi:10.1038/nature01019.
- mit Peter Bellwood: Farmers and Their Languages: The First Expansions. In: Science 300, No. 5619, (2003), 597–603, doi:10.1126/science.1078208.
- The double puzzle of diabetes. In: Nature 423, (2003), 599–602, doi:10.1038/423599a.
- mit Jianguo Liu: China’s environment in a globalizing world. In: Nature 435, (2005), 1179–1186, doi:10.1038/4351179a.
- mit Nathan D. Wolfe und Claire Panosian Dunavan: Origins of major human infectious diseases. In: Nature 447, (2007), 279–283, doi:10.1038/nature05775.

### Online-Artikel
Zeitungs- und Magazinbeiträge
- The Worst Mistake in the History of the Human Race. In: Discover, Mai 1987 (über die Nahrungsqualität in Jäger-und-Sammler-Gesellschaften und Ackerbaugesellschaften).
- Living Through the Donner Party. In: Discover, März 1992 (über die Tragödie der Donner Party).
- The Ends of the World as We Know Them. In: The New York Times, 1. Januar 2005 (Artikel mit den Hauptaussagen von Collapse).
- What’s Your Consumption Factor?. In: The New York Times, 2. Januar 2008 (über Konsum und Nachhaltigkeit).

Interviews
- „Das geht auf keine Kuhhaut“. In: Die Zeit Nr. 46, 10. November 2005.
- Das Risiko heißt: Zusammenbruch der Weltgesellschaft. In: Frankfurter Allgemeine Zeitung, 19. Dezember 2005.
- Sind wir etwa die ersten normalen Menschen? In: Frankfurter Allgemeine Zeitung, 6. Juli 2007.
- „Auge in Auge mit dem Täter“. In: Spiegel Online, 27. Juli 2008 (über Rache und Versöhnung).
- Was wir von Urvölkern lernen können  In: Spiegel Online, 29. Dezember 2012; auch in natur, Heft 1/2013.